# Hoppa hage

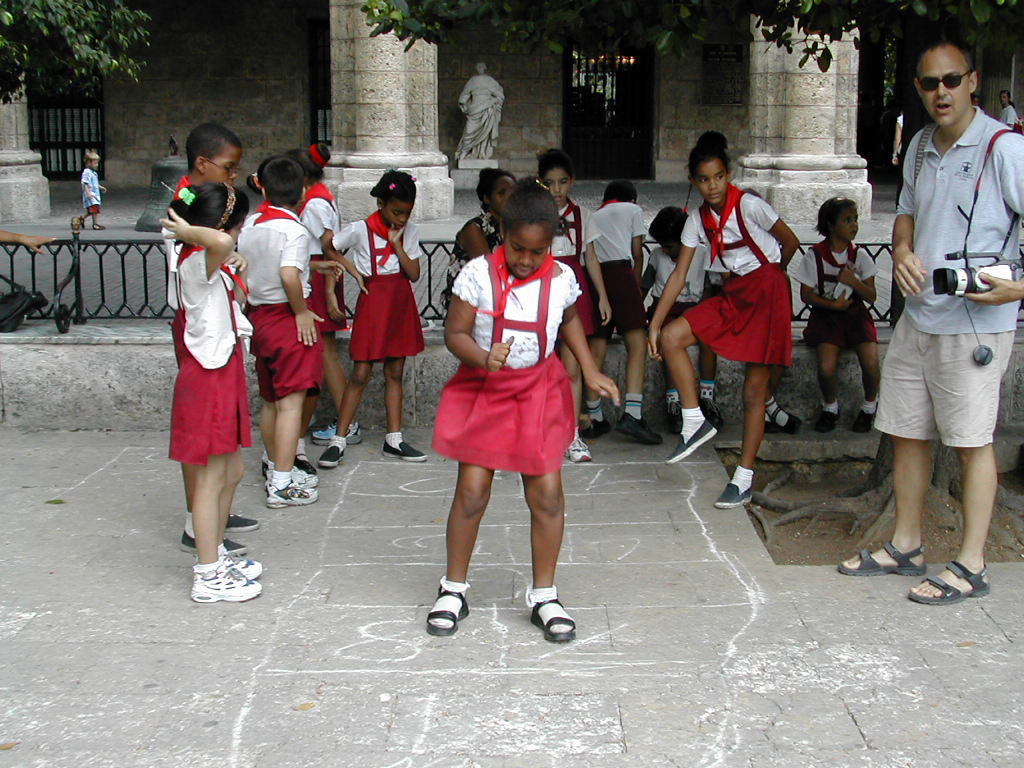
Skolflickor hoppar hage i Havanna, 2002.

Hoppa hage är en lek som bland annat går ut på att man hoppar på en spelplan bestående av numrerade rutor på marken. Det är främst en utomhuslek, som bland annat förekommer på skolgårdar. Tillbehören är en sten och en krita eller pinne för att rita upp spelplanen. Det finns även spelplaner för inomhusbruk i form av lekmattor och stora pusselbitar av skumplast.
Att hoppa hage har gamla anor. På ett stengolv på Forum Romanum finns det äldsta funna spåret av leken, en inristad hopphage. Enligt en hypotes uppkom det i det Romerska riket, där soldaterna använde det som träning iförda rustning. De romerska barnen skall sedan ha imiterat soldaterna genom att rita upp egna hopphagar. Leken spreds sedan, först i Europa. 
Det finns många olika varianter av leken över hela jorden. I Malaysia är den känd som "ting-ting" eller "ketengteng". 

## Regler

Hopphage.

Först ritar man upp en hage på marken (enligt bilden till höger). Sedan ställer sig den första deltagaren bakom ruta 1 och kastar stenen i ruta 1. Deltagaren ska sedan själv försöka hoppa över rutan som stenen ligger i och landa på ett ben i ruta 2 följt av 3, landa jämfota med ena benet i ruta 4 och det andra i ruta 5, på ett ben i ruta 6, landa jämfota med ena benet i ruta 7 och det andra i ruta 8 och på ett ben i ruta 9. Därefter landar deltagaren med båda fötterna i halvmånen, vänder sig helt om, hoppar tillbaka i omvänd ordning (ett ben i ruta 9 osv.) och plockar upp stenen på tillbakavägen. I nästa omgång kastar samma deltagare stenen i ruta 2 och undviker att landa i samma ruta som stenen. Så fortsätter det tills stenen legat i alla numrerade rutor. Om deltagaren misslyckas genom att exempelvis landa jämfota i en ruta, landa på strecken, kasta stenen i fel ruta eller utanför spelplanen är det nästa deltagares tur. Den som först blir färdig med alla rutor vinner.